# Chlorotalpa duthieae
La talpa dorata di Duthie (Chlorotalpa duthieae Broom, 1907) è un mammifero della famiglia dei Crisocloridi, endemica del Sudafrica. Il suo habitat naturale sono le umide foreste tropicali e subtropicali ma è arrivato a colonizzare anche i giardini delle case, le piantagioni e i pascoli nelle aree antropizzate.